# Qasimpur Power House Colony
Qasimpur Power House Colony – miasto w północnych Indiach w stanie Uttar Pradesh, na Nizinie Hindustańskiej.
Populacja miasta w 2001 roku wynosiła 13 754 mieszkańców.